# Las chicas del cable
Las chicas del cable (Engels: Cable Girls) is een Spaanse televisieserie, die geproduceerd werd door Netflix. De serie speelt zich af in de jaren 1920 bij een telefoonmaatschappij in de Spaanse hoofdstad Madrid. Netflix bestelde zestien afleveringen die in twee keer op het publiek losgelaten werden, op 28 april 2017 acht afleveringen en nog eens acht afleveringen op 25 december 2017. Op 7 september 2018 werden opnieuw acht afleveringen uitgebracht.

## Rolverdeling
| Acteur            | Personage                              |
| ----------------- | -------------------------------------- |
| Blanca Suárez     | Alba Romero aka "Lidia Aguilar Dávila" |
| Yon González      | Francisco Gómez                        |
| Ana Fernández     | Carlota Rodríguez de Senillosa         |
| Maggie Civantos   | Ángeles Vidal                          |
| Nadia de Santiago | María Inmaculada "Marga" Suárez        |
| Martiño Rivas     | Carlos Cifuentes                       |
| Ana Polvorosa     | Sara Millán                            |
| Sergio Mur        | Mario                                  |
| Borja Luna        | Miguel Pascual                         |
| Nico Romero       | Pablo                                  |
| Iria Del Río      | Carolina                               |
| Ángela Cremonte   | Elisa Cifuentes                        |
| Carlos Kaniowsky  | Inspecotr Beltrán                      |
| Concha Velasco    | Doña Carmen Cifuentes                  |
| Kiti Mánver       | Victoria                               |
| Simón Andreu      | Ricardo Cifuentes Navarro              |
| Tina Sainz        | Dolores "Doña Lola"                    |
| Luisa Gavasa      | Pilar de Senillosa de Rodríguez        |
| Joan Crosas       | Emilio Rodríguez de Senillosa          |